# Parlamentswahl in Finnland 1929
- STPV: 23
- SDP: 59
- ED: 7
- RKP: 23
- ML: 60
- KOK: 28

Die Parlamentswahl in Finnland 1929 (finnisch Eduskuntavaalit 1929; schwedisch Riksdagsvalet 1929) fand am 1. und 2. Juli 1929 statt. Es war die Wahl zum 13. finnischen Parlament.
Präsident Lauri Kristian Relander hatte am 19. April das Parlament aufgelöst, da es nicht seinen Vorschlag angenommen hatte, die Gehälter für Beamte zu erhöhen.
Zwar bekamen die Sozialdemokraten die meisten Stimmen, doch der Landbund erhielt aufgrund des Wahlgesetzes einen Sitz mehr und stellte damit erstmals die größte Fraktion im finnischen Parlament. Wie 1927 gelangen es auch diesmal sechs Parteien in das Parlament einzuziehen.

## Teilnehmende Parteien
Es traten 8 verschiedene Parteien und ein Bündnis zur Wahl an:
| Partei | Partei | Ausrichtung        | Spitzenkandidat  |
| ------ | --- | ------------------ | ---------------- |
|        | Sozialdemokratische Partei Finnlands Suomen Sosialidemokraattinen Puolue (SDP) Finlands Socialdemokratiska Parti         | sozialdemokratisch | Matti Paasivuori |
|        | Landbund Maalaisliitto (ML) Agrarförbundet                                                                               | agrarisch          | Petter Heikkinen |
|        | Nationale Sammlungspartei Kansallinen Kokoomus (KOK) Samlingspartiet                                                     | konservativ        | Kyösti Haataja   |
|        | Schwedische Volkspartei Ruotsalainen Kansanpuolue (RKP) Svenska Folkpartiet (SFP)                                        | liberal            | Eric von Rettig  |
|        | Sozialistische Arbeiter- und Kleinbauernwahlorganisation Sosialistinen Työväen ja Pienviljelijöiden Vaalijärjestö (STPV) | sozialistisch      |                  |
|        | Nationale Fortschrittspartei Kansallinen Edistyspuolue (ED) Framstegspartiet                                             | liberal            | Eemil Linna      |
|        | Kleinbauernpartei Finnlands Suomen Pienviljelijäin Puolue (SPP)                                                          | links              |                  |
|        | Bauern-Wahlbündnis / Landbauernpartei Talonpoika Vaaliliitto / Maanviljelijäin Puolue                                    | agrarisch          |                  |

## Wahlergebnis
Die Wahlbeteiligung lag bei 55,6 Prozent und damit 0,2 Prozentpunkte unter der Wahlbeteiligung bei der letzten Parlamentswahl im Jahr 1927.
| Partei            | Partei                                                          | Stimmen   | Stimmen | Stimmen | Sitze  | Sitze |
| Partei            | Partei                                                          | Anzahl    | %       | +/−     | Anzahl | +/−   |
| ----------------- | --------------------------------------------------------------- | --------- | ------- | ------- | ------ | ----- |
|                   | Sozialdemokratische Partei Finnlands (SDP)                      | 260.254   | 27,36   | −0,94   | 59     | −1    |
|                   | Landbund (ML)                                                   | 248.762   | 26,15   | +3,59   | 60     | +8    |
|                   | Nationale Sammlungspartei (KOK)                                 | 138.008   | 14,51   | −3,23   | 28     | −6    |
|                   | Sozialistische Arbeiter- und Kleinbauernwahlorganisation (STPV) | 128.164   | 13,47   | +1,39   | 23     | +3    |
|                   | Schwedische Volkspartei (RKP)                                   | 108.886   | 11,45   | −0,75   | 23     | −1    |
|                   | Nationale Fortschrittspartei (ED)                               | 53.301    | 5,60    | −1,16   | 7      | −3    |
|                   | Kleinbauernpartei Finnlands (SPP)                               | 10.154    | 1,08    | +1,08   | —      | —     |
|                   | Bauern-Wahlbündnis/Landbauernpartei                             | 1.258     | 0,13    | −0,11   | —      | —     |
|                   | Sonstige                                                        | 2.483     | 0,26    | +0,13   | —      | —     |
| Gesamt            | Gesamt                                                          | 951.270   | 100,00  |         | 200    |       |
| Gültige Stimmen   | Gültige Stimmen                                                 | 951.270   | 99,47   |         |        |       |
| Ungültige Stimmen | Ungültige Stimmen                                               | 5.026     | 0,53    |         |        |       |
| Wahlbeteiligung   | Wahlbeteiligung                                                 | 956.296   | 55,61   |         |        |       |
| Wahlberechtigte   | Wahlberechtigte                                                 | 1.719.567 | 100,00  |         |        |       |
| Quelle:           |                                                                 |           |         |         |        |       |

## Nach der Wahl
Kyösti Kallio bildete mit seinem Landbund eine Minderheitsregierung, die nicht einmal ein Jahr Bestand haben sollte. Er wurde am 16. August 1929 ins Amt eingeführt. Seine Regierungszeit endete am 4. Juli 1930. Abgelöst wurde sein 17. Kabinett durch das 2. Kabinett Pehr Evind Svinhufvud.
Übersicht:
1. Kabinett Kallio III – Kyösti Kallio (ML) – Regierung: ML (16. August 1929 bis 4. Juli 1930)